# Jerzy Nieć
Jerzy Nieć est un lutteur polonais né le 30 juin 1964.

## Palmarès

### Championnats du monde
- Médaille de bronze en 1987 à Clermont-Ferrand (France).